# اسپیدال
اسپیدال (به لاتین: Spiddal) یک منطقهٔ مسکونی در جمهوری ایرلند است که در شهرستان گالوی واقع شده‌است. اسپیدال ۲۳۷ نفر جمعیت دارد.